# Distrito de Angul
Angul (en oriya: ଅନୁଗୁଳ ଜିଲା ) es un distrito de la India en el estado de Odisha. Código ISO: IN.OR.AN.
Comprende una superficie de 6347 km².
El centro administrativo es la ciudad de Angul.

## Demografía
Según censo 2011 contaba con una población total de 1 271 703 habitantes, de los cuales 616 805 eran mujeres y 654 898 varones.